# Кретинин, Иван Терентьевич
Иван Терентьевич Кретинин (род. 1931, Западно-Сибирский край) — советский рабочий. Герой Социалистического Труда (1966).

## Биография
Иван Кретинин родился в 1931 году в Западно-Сибирском крае (сейчас территория Краснощёковского района Алтайского края).
В 1946 году начал трудиться в колхозе, был обычным колхозником и трактористом.
В 1951 году после срочной службы в Советской Армии стал работать в Ошской области на Кадамджайском руднике комбината № 11 (позже Южного горно-металлургического комбината имени Фрунзе). Освоил специальности бурильщика-проходчика, крепильщика, машиниста погрузочной машины.
С 1960 года руководил бригадой проходчиков, работавшей на добыче уранового концентрата. В 7-ю семилетку (1959—1965) бригада Кретинина выполняла план на 119—128 %. Кроме того, она снизила расход материалов и заметно удешевила стоимость проходки горных выработок. Опыт бригады Кретинина использовали по всему Советскому Союзу. В 1965 году она выиграла социалистическое соревнование горняков Южного горно-металлургического комбината и участвовала в ВДНХ.
20 мая 1966 года Указом Президиума Верховного Совета СССР за выдающиеся успехи, достигнутые в развитии цветной металлургии, получил звание Героя Социалистического Труда с вручением ордена Ленина и золотой медали «Серп и Молот».
В дальнейшем бригада продолжала добиваться высоких результатов в добыче урана.
С 1984 года был персональным пенсионером союзного значения.
Жил в посёлке Кадамджай Ошской области (сейчас город Баткенской области Кыргызстана).
Награждён медалями, в том числе медалью ВДНХ СССР.